# Tigers Mask
Atsushi Maruyama (丸山 敦 Maruyama Atsushi?) (1 de junio de 1976) es un luchador profesional japonés, más conocido por el nombre artístico Tigers Mask (タイガースマスク Taigāsu Masuku?). Es famoso por su carrera en Osaka Pro Wrestling, entre otras empresas.

## Carrera
Después de 5 años practicando lucha amateur, Maruyama entró en el mundo de la lucha libre profesional en 2001. Atsushi mantuvo su nombre auténtico en el anonimato por motivos personales, y no lo reveló hasta 2014.

### Osaka Pro Wrestling (2001-2014)
Tigers Mask debutó en Osaka Pro Wrestling el 19 de mayo de 2001, perdiendo ante Super Demekin. Su gimmick comenzó como una parodia del famoso luchador Tiger Mask, llevando una máscara similar a la suya, pero basando su nombre -Tigers- en el equipo de béisbol japonés Hanshin Tigers; con esta afinidad, Tigers Mask vestía un atuendo de rayas blancas y amarillas similares al uniforme del equipo y realizaba varias referencias al béisbol en sus combates. Inicialmente un personaje cómico de poca habilidad, Tigers Mask acumuló una racha de 121 derrotas; no sería hasta el 22 de marzo de 2003 cuando lograría romperla, derrotando a Black Tigers en un Mask vs Mask Match, lo que sería su primera victoria individual. Tras ello, Tigers Mask se hizo un luchador mucho más poderoso, derrotando a Ebessan para ganar el OPW Meibutsu Sekaiichi Championship.
Tras ello, Tigers dejó vacante el título, un requisito para competir en el torneo Tenno-Zan 2003, donde fue eliminado por Billy Ken Kid en la semifinal. Sin embargo, poco después Kid y él hicieron equipo para derrotar a Jushin Thunder Liger & Takehiro Murakama, ganando los Campeonatos en Parejas de la OPW el 6 de diciembre de 2003. En noviembre de 2004, Tigers Mask compitió en el Tennozan 2004, donde fue eliminado en la semifinal por Black Buffalo. Además, un mes más tarde Ken Kid & Tiger Mask perdieron sus títulos ante Black Buffalo & Daio QUALLT.
En julio de 2005, Tigers Mask & Super Dolphin compitieron en el Osaka Tag Festival 2005 por los Campeonatos en Parejas, pero fueron derrotados en la final por Hideyoshi & Masamune. Ese mismo año, Tigers participó de nuevo en el torneo Tennozan, pero no logró pasar de la primera ronda al ser derrotado por Toru Owashi. Además, Tigers Mask hizo una aparición en el evento Indy Summit, combatiendo junto con PSYCHO, Shanao & Kota Ibushi para vencer a Kagetora, Katsuya Kishi, Makoto Oishi & Shiori Asahi.
A inicios de 2006, Tigers Mask hizo equipo con Flash Moon para enfrentarse a los Campeones por Parejas Billy Ken Kid & Black Buffalo, sin lograr la victoria. Flash Moon y él siguieron haciendo equipo el resto del año, ganando el Osaka Tag Team Festival 2006 al derrotar a Ken Kid & Black Buffalo. Además, Días después Tigers Mask ganó el Campeonato Pesado de la MWF derrotando a Asian Cougar. Posteriormente, Tigers compitió en el Tennozan 2006, donde fue eliminado en la final por GAINA. El mismo mes, Tigers perdió el Campeonato Pesado ante Gran Hamada. A finales de año, Tigers Mask compitió de nuevo en Indy Summit, haciendo equipo con PSYCHO & Takeshi Minamino para enfrentarse sin éxito a Rasse, El Blazer & Yuko Miyamoto.
En febrero de 2007, Tigers Mask derrotó a Billy Ken Kid para ganar el Campeonato de la OPW. Meses después, participó con Ken Kid en el Osaka Tag Festival 2007, donde resultaron ganadores al derrotar a Black Buffalo & GAINA. Posteriormente, en septiembre, Tigers Mask apareció en el torneo Tennozan 2007, el cual también ganó, tras derrotar a Zeus. Más tarde, en 2008, Tigers se convirtió en heel por primera vez en su carrera, comenzando a usar atuendo y máscara de color negro y rojo. Su estilo de lucha se hizo más artero y violento, llevando tonfas con él para atacar a los oponentes en un descuido del árbitro. Aliándose con su antiguo enemigo Black Buffalo, ambos se convirtieron en los aspirantes a los Campeonatos en Parejas, en posesión de GAINA & Zero, pero no consiguieron ganar; poco después, obtendrían el mismo resultado en la primera ronda del Osaka Tag Team Festival 2006, contra Asian Cougar & Tsubasa. En agosto, Tigers Mask perdería el campeonato ante Hideyoshi. En septiembre, Tigers Mask & Black Buffalo ganaron contra Cougar & Tsubasa el Campeonato Provisional Por Parejas, el cual fue rápidamente desactivado.
En enero de 2009, el dúo se convirtió por fin en Campeones por Parejas. Un mes después perdieron estos títulos ante Asian Cougar & Great Sasuke, pero en mayo volvieron a recuperarlos. Sin embargo, en el Tennozan Tag Festival 2009, el dúo fue derrotado por Hideyoshi & Masamune, y días después, Tigers Mask & Buffalo perderían los campeonatos contra ellos. Meses después Tigers Mask participó en el torneo Tennozan 2009, pero fue derrotado por Billy Ken Kid en la semifinal. En febrero de 2010, Tigers Mask derrotó a Takoyakida por el Campeonato Mundial Takoyaki de la OPW, el cual fue creado por Takoyakida y sólo duró un día.
En abril de 2014, Maruyama abandonó el gimmick de Tigers Mask y abandonó OPW.

### Pro Wrestling Guerrilla (2004)
En marzo de 2004, Tigers Mask hizo su debut en Estados Unidos al aparecer en el evento PWG 88 Miles Per Hour! de Pro Wrestling Guerrilla, donde fue derrotado por Bobby Quance.

### Michinoku Pro Wrestling (2006-2008)
En julio de 2006, Tigers Mask comenzó a aparecer como heel en Michinoku Pro Wrestling, participando en el Tetsujin Tournament 2006. En él, Tigers derrotó a luchadores como Rasse, Yoshitsune y Rei, pero fue derrotado en la semifinal por Hayato Fujita. Además, Tigers Mask & Flash Moon derrotaron a Kei & Shu Sato para ganar los Campeonatos en Parejas de la MPW, perdiéndolos contra ellos un mes más tarde.
En agosto de 2007, Tigers Mask se cualificó para la Fukumen World League Tournament 2007, donde derrotó a Rasse y Último Dragón, pero fue eliminado en las semifinales por Tiger Mask IV.
En 2008, Tigers Mask apareció en el Tetsujin Tournament de agosto, resultando eventualmente el ganador del torneo después de derrotar en la final a Kesen Numajiro. Tras ello, Tigers recibió una oportunidad por el MPW Tohoku Junior Heavyweight Championship ante Yoshitsune, pero perdió la lucha.

### New Japan Pro Wrestling (2009)
En diciembre de 2009, Tigers Mask participó en el torneo Super J Cup 2009, donde eliminó a Taichi. Sin embargo, el mismo día fue eliminado a su vez por Naomichi Marufuji.

### Dragon Gate (2010)
En 2010, Black Buffalo, Tadasuke & Tigers Mask aparecieron en Dragon Gate para atacar a CIMA durante uno de sus combates, en (kayfabe) venganza a varios comentarios que CIMA había escrito en su blog sobre OPW; la misma noche, Buffalo y Tigers se enfrentaron a Shisa Boy & Super Shisa, siendo descalificados por sus ataques ilegales. Después de que Gamma, aliado de CIMA y antiguo luchador de OPW, invadiese Osaka Pro para devolver el golpe, se estableció un feudo entre los principales heels de ambas empresas.
Las semanas siguientes varios miembros del equipo WARRIORS, el cual era dirigido por CIMA, aparecieron en OPW para atacar a Tigers y sus aliados, al tiempo que éstos aparecían en Dragon Gate con similares intenciones. Aunque Tigers Mask y Black Buffalo buscaban venganza sobre CIMA, éste no llegó a aparecer en OPW, ya que fue ordenado por Gamma que Super Shisa le sustituyera. Un mes más tarde, Tigers Mask consiguió el Open the Brave Gate Championship contra Shisa, a lo que CIMA respondió apareciendo por fin en OPW para Campeonato de la OPW contra Billy Ken Kid. En junio, un grupo de luchadores heel de OPW liderados por Mask se enfrentaron a WARRIORS en un intento de conquistar Dragon Gate, pero fueron derrotados. Por ello, CIMA y Tigers Mask se enfrentaron en un combate individual apostando ambos títulos; durante la lucha, Tigers Mask derrotó a CIMA y llevó el campeonato de Osaka de vuelta a su empresa, junto con el de Dragon Gate. Sin embargo, en agosto, Tigers Mask fue derrotado por el miembro de WARRIORS Masato Yoshino, y perdió el título. Esa fue su última aparición en Dragon Gate.

## En lucha
- Movimientos finales
  - Tigers Suplex[1][2] (Bridging double chickenwing suplex)[2]
  - Henkei Tigers Suplex[1][2] (Bridging arm trap chickenwing suplex)
  - Akuma Kumikyou Nitancho[1][2] (High-speed roundhouse kick con una tonfa oculta en la espinillera a la cabeza del oponente)[n. 1]

- Movimientos de firma
  - Tiger Driver[2] (Sitout double underhook powerbomb)
  - Tigers Special[2] (German suplex derivado en bridging reverse prawn pin)
  - Tigers Swing[6] (Giant swing)
  - Zátopek Hold[1][2] (Hammerlock guillotine choke)
  - Mangetsu no Yoru[1] (Roundhouse kick a la cabeza de un oponente sentado, arrodillado o levantándose)[n. 2]
  - 160km/h Chop[1] (High-impact open-handed chop con burlas a un oponente arrinconado)
  - Brainbuster[2]
  - Bridging German suplex[4]
  - Cartwheel over the top rope suicide moonsault
  - Corner backflip kick
  - Cross armbar[4]
  - Diving crossbody
  - Diving cutter
  - Double chickenwing suplex[2]
  - Double knee backbreaker
  - Dropkick, a veces desde una posición elevada
  - Figure four leglock[4]
  - Grounded octopus hold[5]
  - High kick[2]
  - Over the top rope suicide somersault senton
  - Running double knee strike a un oponente arrinconado
  - Snap belly to back suplex[2]
  - Superkick
  - Tiger feint kick
  - Tornado DDT
  - Ura-nage[2]

- Mánagers
  - The Bodyguard

- Apodos
  - "The Osaka Super Tiger"[1]

## Campeonatos y logros
- Dragon Gate
  - Dragon Gate Open the Brave Gate Championship (1 vez)[7]

- Kaientai Dojo
  - Independent Junior Heavyweight Championship (1 vez)

- Mexican Wrestling Federation
  - MWF World Junior Heavyweight Championship (1 vez)

- Michinoku Pro Wrestling
  - MPW Tohoku Tag Team Championship (1 vez) – con Flash Moon
  - Tetsujin Tournament (2008)

- Osaka Pro Wrestling
  - Independent Junior Heavyweight Championship (1 vez)
  - OPW Championship (3 veces)[8]
  - OPW Battle Royal Championship (1 vez)
  - OPW Meibutsu Sekaiichi Championship (1 vez)
  - OPW Tag Team Championship (3 veces) – con Billy Ken Kid (1) y Black Buffalo (2)
  - OPW Provisional Tag Team Championship (1 vez) - con Black Buffalo
  - Tennozan Tournament (2007)
  - Osaka Pro 12th Anniversary Six Man Tag Tournament (2011) - con Black Buffalo & Naoki Setoguchi
  - Osaka Pro Tag Festival (2006) - con Flash Moon
  - Osaka Pro Tag Festival (2007) – con Billy Ken Kid
  - Osaka Pro Tag Festival (2011) - con Black Buffalo